# Герб Лохвиці
Герб Лохвиці — офіційний символ міста Лохвиця Полтавської області, затверджений рішенням 24 сесії Лохвицької міської ради 6 скликання від 28.08.2012 №1 «Про затвердження символіки міста
Лохвиця».
Автор — лохвицький художник Лузан Володимир Іванович.

## Опис

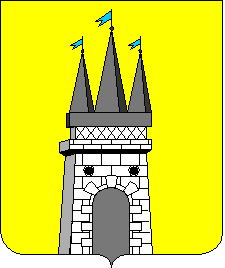
Історичний герб Лохвиці

Розроблений на основі старого герба: на золотому полі міські ворота, а на них гострокінечні башти з синіими флюгерами.

## Символіка
Золоте поле щита означає сонце, світло, добробут міста, фортечна брама – символ історичної дійсності, коли Лохвиця входила до складу Посульської лінії оборони Київської Русі. Блакитні флюгери – велич історії міста, його участь в народно-визвольній боротьбі, символ надії. Золоті колоски символізують щедру українську землю та розташування міста в регіоні з переважно аграрним виробництвом. Блакитні волошки – символ щирості людей лохвицького краю. 
Поєднання золота колосків та блакиті квітів відтворює кольорову гаму Державного Прапора України. Стрічка малинового кольору символізує козацьку історію і сьогодення Лохвиці як сотенного козацького міста. Малиновий колір – колір прапора Лохвицького козацтва – є символом перемоги, величі духу козаків – захисників християнської віри та рідної землі. Ці чесноти завжди були притаманні нашим пращурам і зараз є невід’ємною рисою характеру мешканців міста.
Срібна міська корона над щитом вказує на статус міста: в минулому – як повітового, тепер – як районного центру.

## Критика герба
Зображення срібних воріт на золотому полі не відповідає нормам геральдичної колористики. Форма щита та позащитові елементи герба повторюють російську дореволюційну систему, що не зовсім годиться для сучасної України.